# Schizocerella pilicornis
Schizocerella pilicornis är en stekelart som först beskrevs av Holmgren.  Schizocerella pilicornis ingår i släktet Schizocerella och familjen borsthornsteklar. Inga underarter finns listade i Catalogue of Life.